# Sáo ngũ sắc Cape
Sáo ngũ sắc Cape, tên khoa học Lamprotornis nitens, là một loài chim trong họ Sáo. Loài này được tìm thấy ở Angola, Botswana, Cộng hòa Congo, Eswatini, Gabon, Lesotho, Mozambique, Namibia, Nam Phi, Zambia, và Zimbabwe.

## Tham khảo

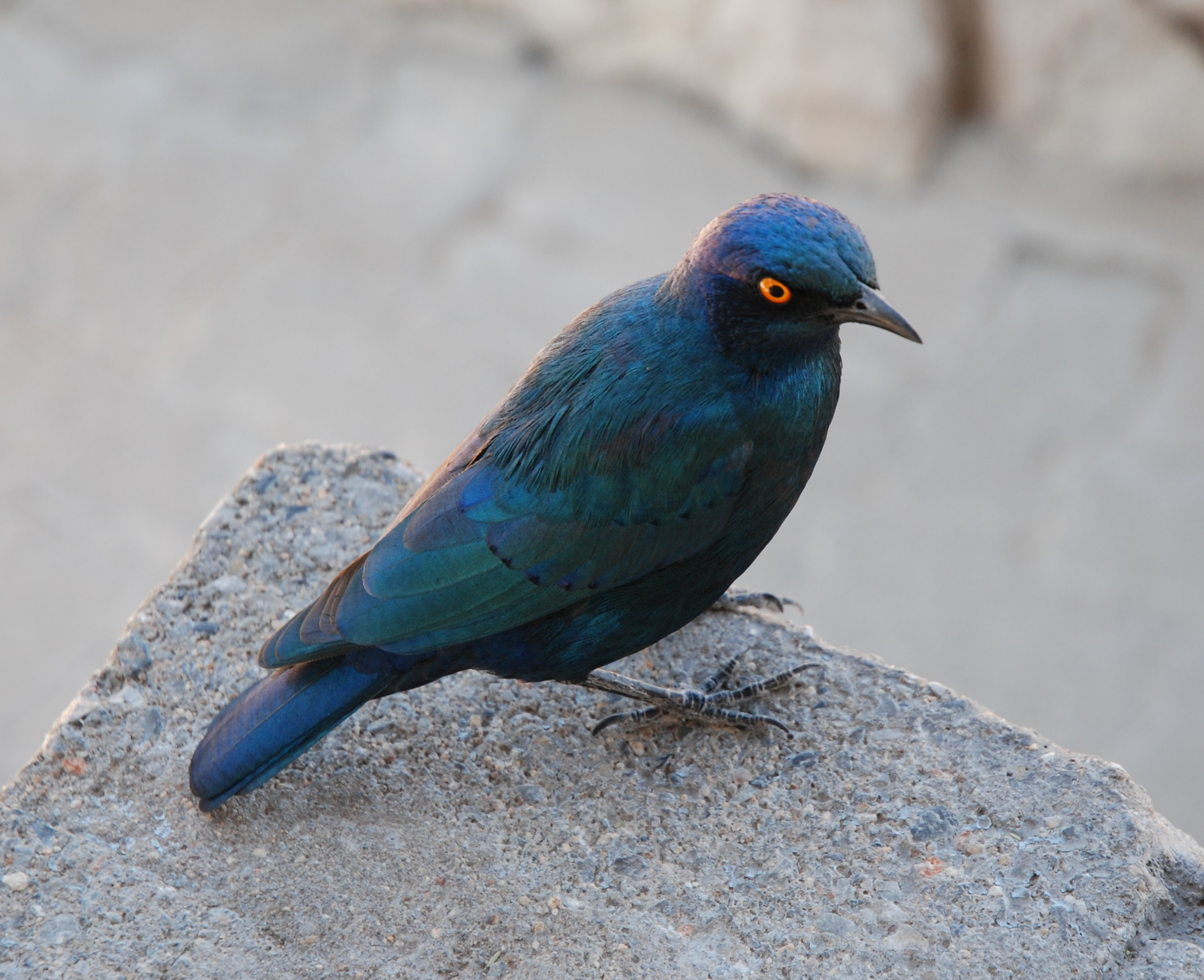
Hình chụp ở vườn quốc gia Etosha, Namibia